# Två mörka ögon (sång)
Två mörka ögon, skriven av Bert Månson, var en stor hitlåt med dansbandet Sven-Ingvars och låg på Svensktoppen i 71 veckor under perioden 24 november 1991-6 juni 1993. Den toppade bland annat listan och brukar räknas till de mer kända dansbandslåtarna. Den låg 1991 på Sven-Ingvars album med samma namn
1997 släppte Sven-Erik Magnusson, som Sven-Enrique Magnusson, en singel med låten på spanska under titeln "Tus ojos lindos".

## Coverversioner
- Den svenska hårdrocksgruppen Black Ingvars spelade in en cover på "Två mörka ögon" på sitt studioalbum "Earcandy Six" från 1995.[6]
- Mats Bergmans spelade 2007 in en cover på "Två mörka ögon" på albumet Kalifornien.[7]
- I Dansbandskampen 2008 framfördes låten av Scotts, då i ett powerballadliknande arrangemang med lägre tempo, och elgitarrslinga. Den togs även med på Scotts album På vårt sätt 2008[8]. I Dansbandskampen 2010 tolkades låten av Rigo & the Topaz Sound.[9]
- Anne-Lie Rydé tolkade låten 2010 på dansbandstributalbumet Dans på rosor.[10]
- I Så mycket bättre 2017 spelades sången in av Sabina Ddumba.[11]